# Chadenet
Chadenet är en kommun i departementet Lozère i regionen Occitanien i södra Frankrike. Kommunen ligger i kantonen Le Bleymard som tillhör arrondissementet Mende. År 2022 hade Chadenet 122 invånare.

## Befolkningsutveckling
Antalet invånare i kommunen Chadenet
| Referens: INSEE |